# Ernest Wijnants

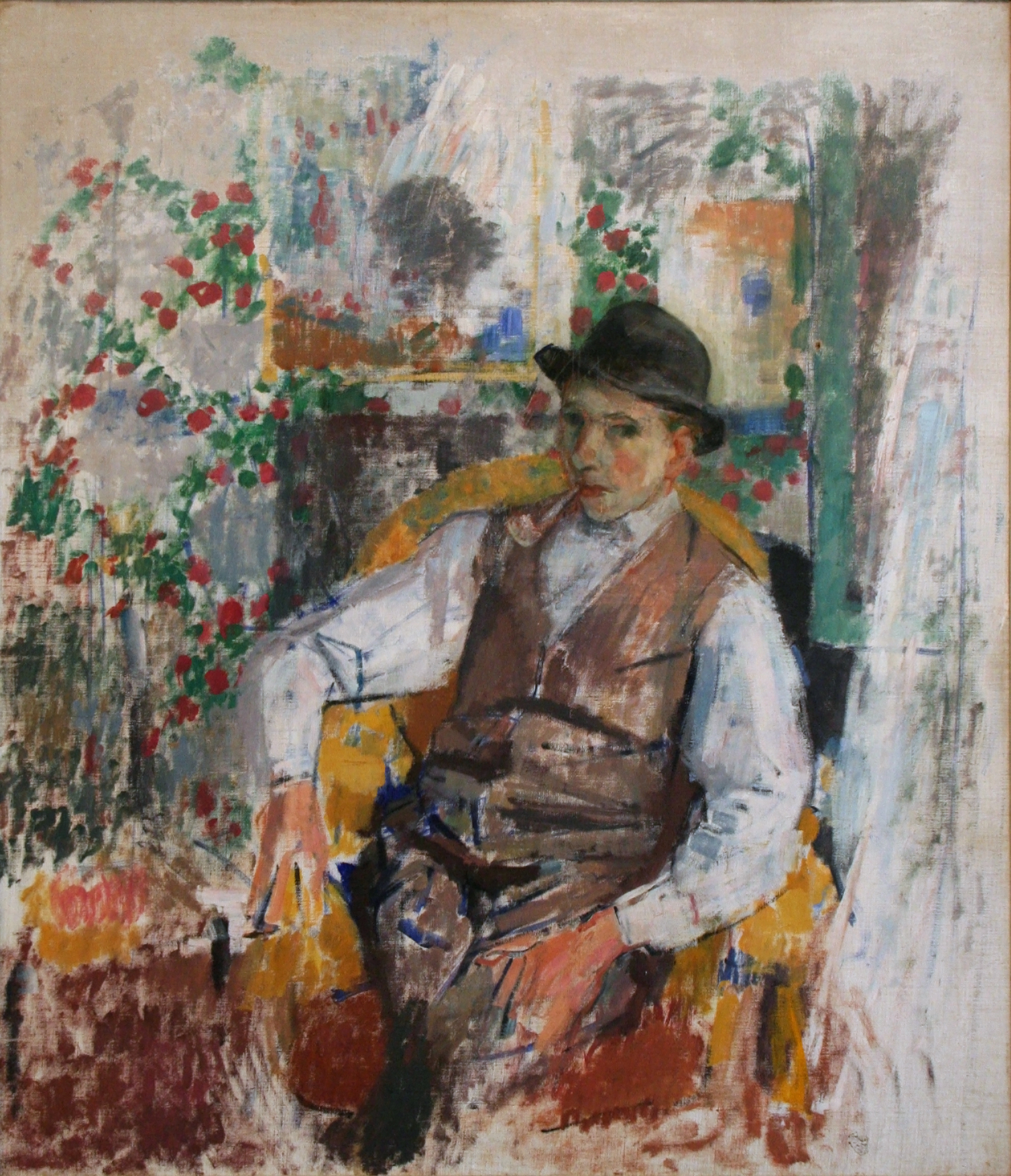
Portret van Ernest Wijnants, Rik Wouters

Ernest Lodewijk Adolf Wijnants (Mechelen, 24 september 1878 - aldaar, 8 december 1964) was een Belgisch beeldhouwer die daarnaast ook schilderde.
Hij werkte als jongetje samen met zijn oom Rik Wouters in de meubelindustrie en bleef levenslang met het koppel Wouters bevriend.
Hij genoot zijn opleiding aan de Koninklijke Academie voor Schone Kunsten van Brussel. Vanaf 1926 doceerde hij zelf aan de academie in Antwerpen. In oktober 1931 werd hij bij koninklijk besluit "professor van de beeldhouwkunst" in het Nationaal Hoger Instituut voor Schone Kunsten ter vervanging van de vermaarde Victor Rousseau
Wijnants was de ontwerper van het eenfrankstuk dat van 10 november 1938 tot 12 augustus 1952 in omloop was. Hij maakte ook 9 medailles.
Hij maakte verschillende beelden in byzantijnse stijl, zoals zijn grote reeks aan de Sainctelettebrug te Brussel. Aan het einde van zijn leven maakte hij al zijn kunstwerken over aan zijn geboortestad Mechelen. Daar staan dan ook nog verschillende beelden van zijn hand, zoals Moeder en Kind (1952) op de binnenplaats van het stadhuis aan de Grote Markt en het Monument der gesneuvelden (1924) voor de gevallenen van de beide wereldoorlogen op het Sint-Romboutskerkhof. Zijn eigen huis en werkplaatsen werden aan het eind van de Tweede Wereldoorlog door een V-wapen verwoest.
In 1929 kreeg hij de opdracht voor het maken van een standbeeld te Lausanne, als blijk van erkentelijkheid van België aan Zwitserland.
Wijnants had interesse voor sport. Zoals veel andere Mechelse creatievelingen was "Neste" Wynants lid van de voetbalclub Racing Mechelen. Hij schopte het zelfs tot voetbalspeler die met zijn Mechelse ploeg kampioen speelde in de IVde divisie. 

## Leerlingen
Als docent vormde hij verschillende beeldhouwers, waaronder:
- Lode Eyckermans
- Albert Meertens
- Werner Heyndrickx
- Niel Steenbergen

## Onderscheidingen
- Prijs Edmond Picard (1926)
- Grote Prijs der Plastische Kunsten (1938)
- Lid van de Koninklijke Vlaamse Academie voor Wetenschappen, Letteren en Schone Kunsten (1938)

## Galerij

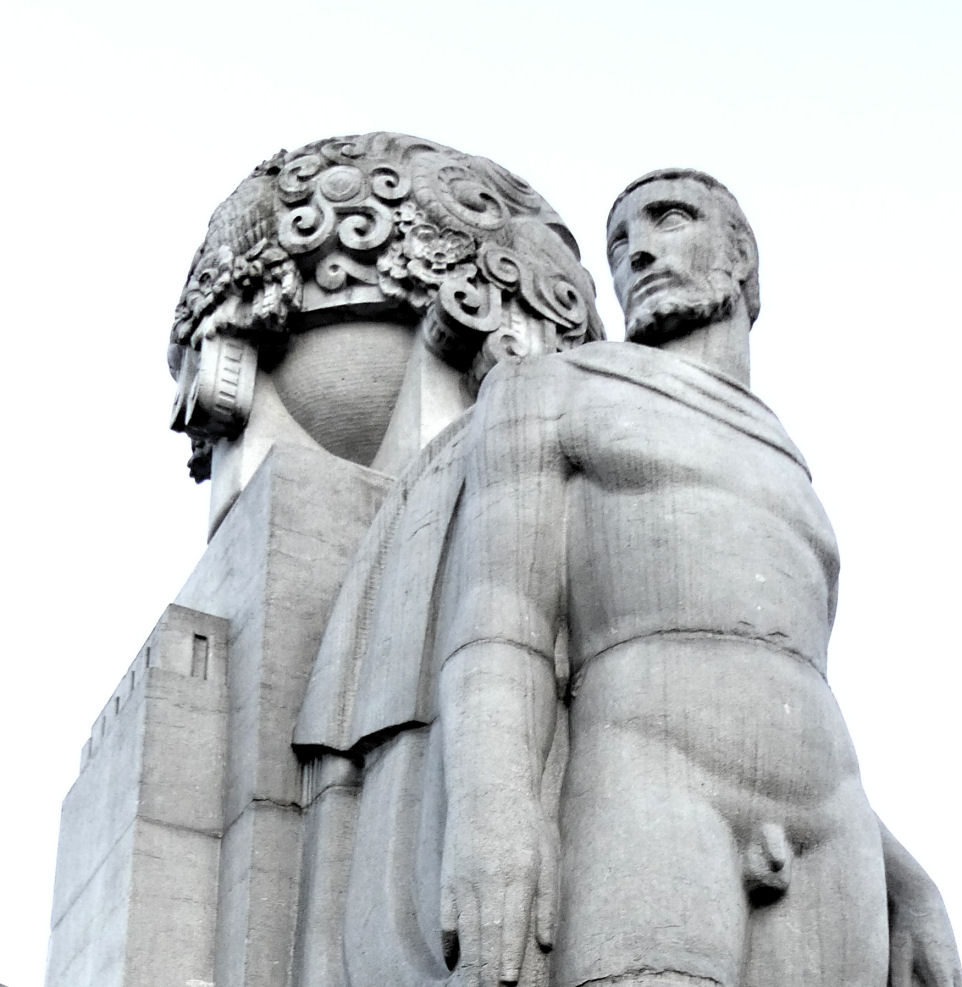
Pijlers uit arduin, Sainctelettebrug
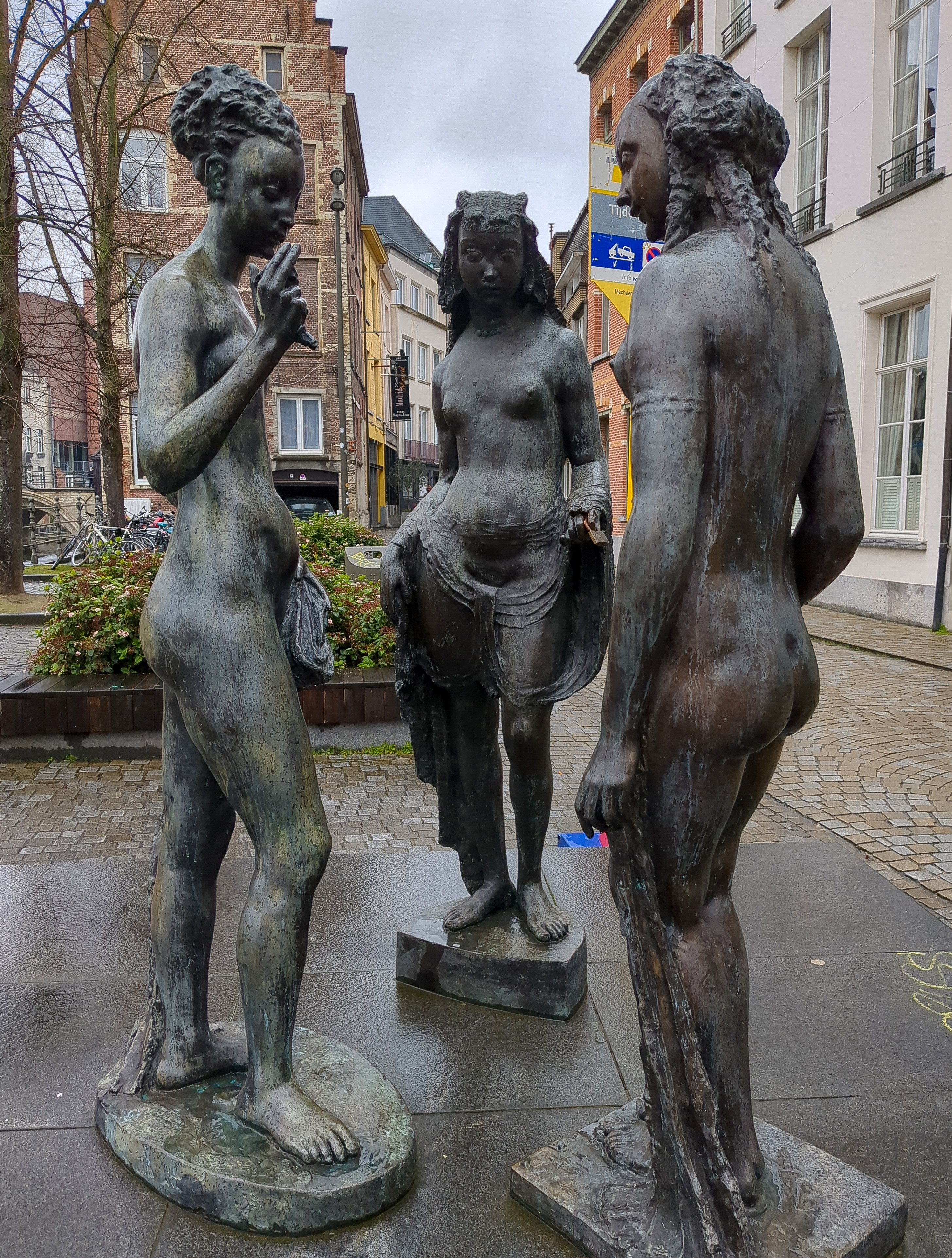
Drie Gratiën in de Lange Schipstraat te Mechelen
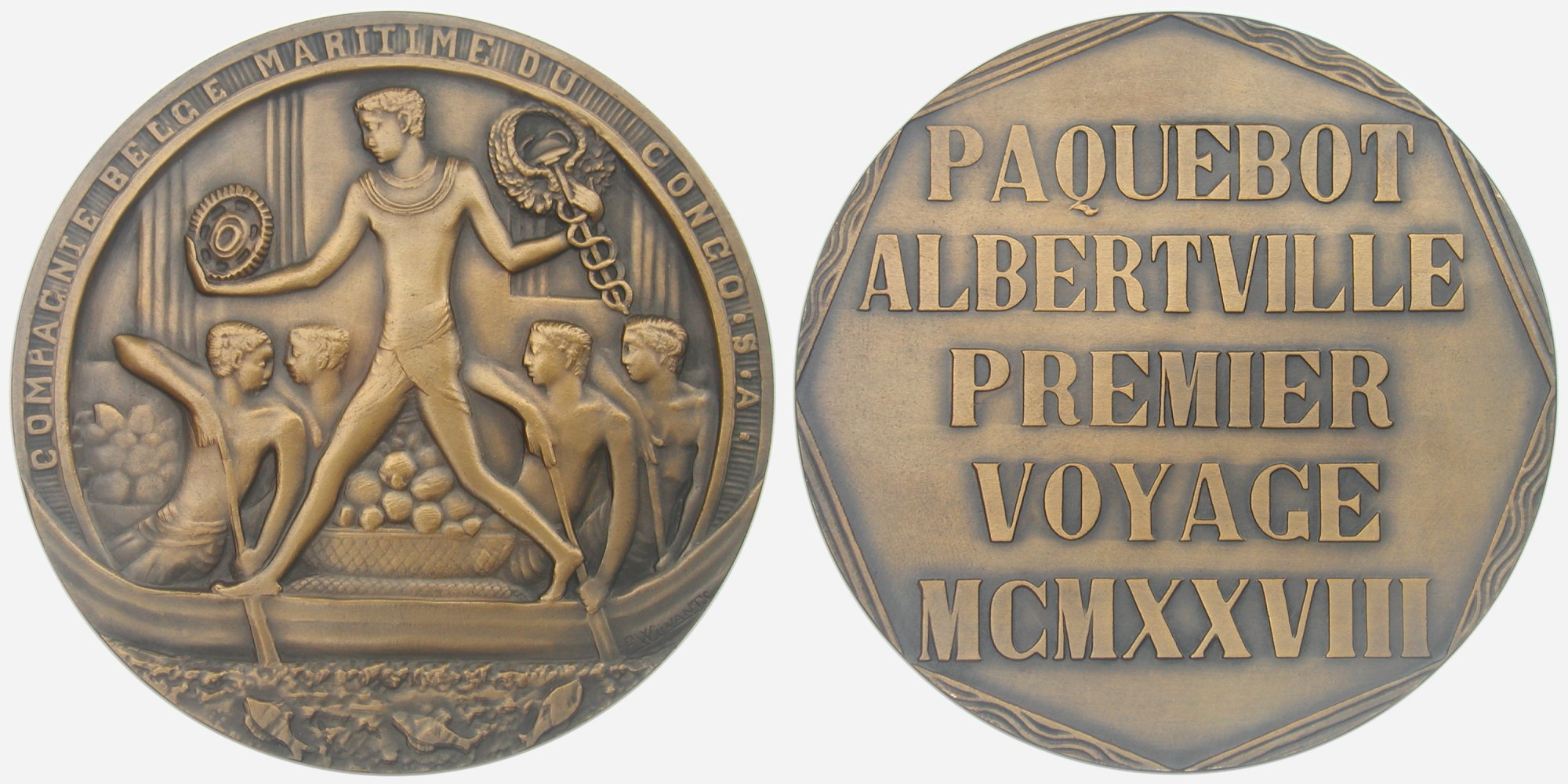
Medaille Albertville uit 1928
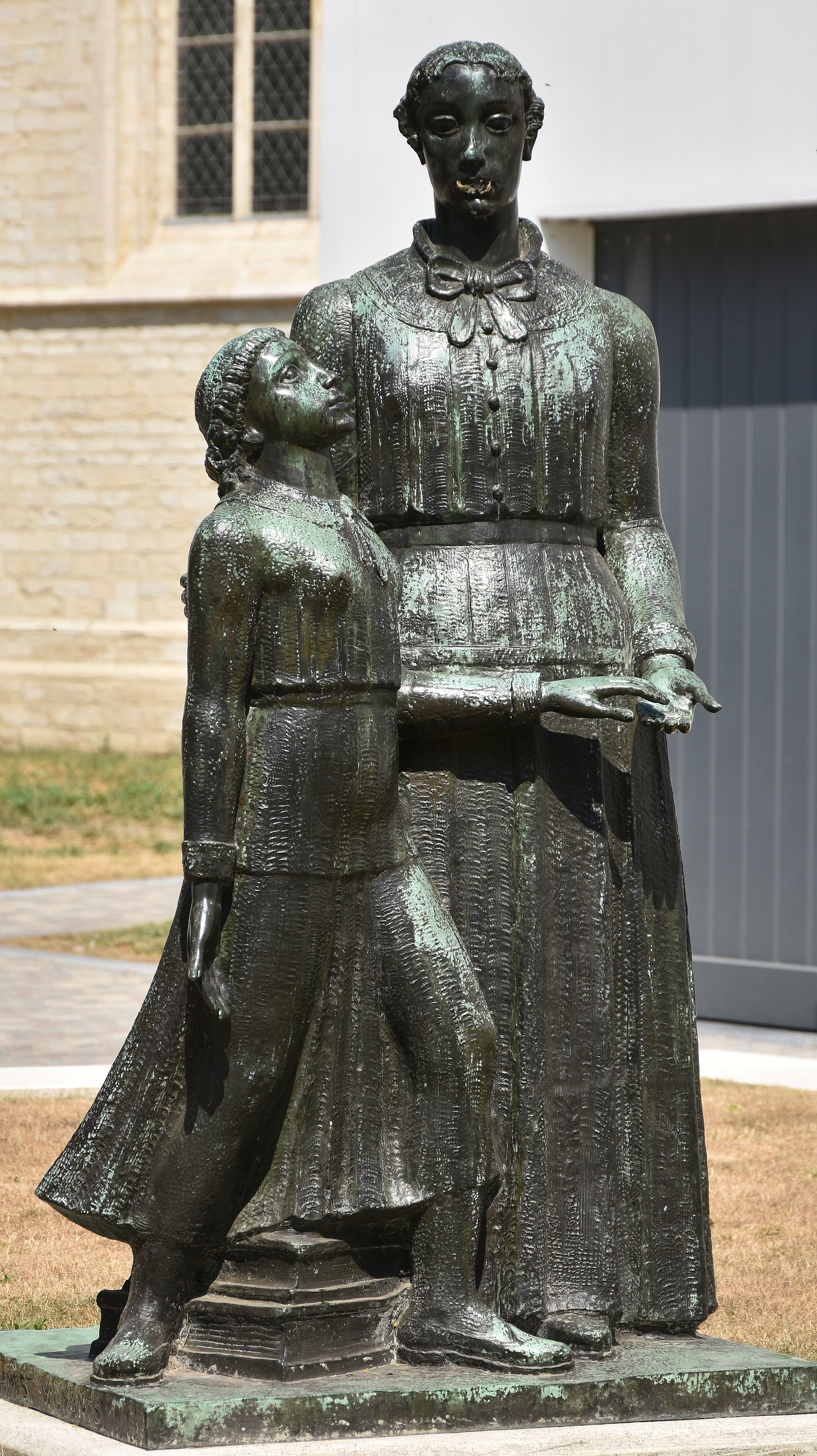
Moeder en kind (1952) op het Sint-Janskerkhof te Mechelen